# Scopula aequata
Scopula aequata là một loài bướm đêm trong họ Geometridae.